# Argentinská doga
Argentinská doga (anglicky: Argentinian Mastiff) je psí plemeno původem z Argentiny.

## Historie
Argentinská doga je obří psí plemeno bílé barvy, vzniklé křížením španělských bojových psů s mastify, boxery, buldoky a bulteriéry. Argentinská doga se také dříve používala jako strážný pes amerických plantáží, kde hlídala otroky. Vinou své pověsti bojovníka bylo toto plemeno v řadě zemí zakázáno. Pokud se však argentinská doga včas socializuje s ostatními psy a projde řádným výcvikem, může být pro zkušeného majitele oddaným rodinným společníkem. V zemi původu se kromě lovu používá také i jako slepecký vodicí pes, služební pes v armádě a jako strážce majetku svého majitele.

## Povaha
Odvážná, temperamentní, za každou cenu věrná svému pánovi, málo štěká a je tvrdá sama k sobě. Má silně vyvinutý lovecký pud a velkou výdrž. Občas se mohou chovat dominantně vůči ostatním psům.

## Výchova
Doga je psem vhodným spíše pro zkušeného chovatele. Potřebuje vyrovnanou, láskyplnou, ale velice důslednou výchovu. Když si vede dobře, chvalte ji. Dělá-li něco špatně, trestejte ji pouze svým hlasem. Tvrdá výchova a osamocení v boudě může u Argentinské dogy vyvolat nepředvídatelné povahové rysy. Argentinská doga potřebuje dlouhé procházky a nejlépe i prostornou zahradu, kde se může vybít. Pokud chcete nechat dogu na procházce na volno musíte ji dobře ovládat. Nikdy totiž nezapomínejte na její lovecký pud a dominantní chování.

## Společenská charakteristika
V celém světě je Argentinská doga vyhlášena jako dokonalý pes pro ochranu a strážní službu. Je velmi inteligentní, je však nutné ho vychovat. To je to nejdůležitější. Pak může být domácí mazlíček, nebo ostražitý hlídač nebo vytrvalý sportovec. Tito psi vycházejí většinou velice dobře s dětmi, ale občas mohou být bouřliví. Soužití s ostatními domácími zvířaty není nemožné, ale příliš se nedoporučuje. Doga má lovecké pudy, proto má sklony prchající zvířata pronásledovat a zardousit je.

## Srst a její péče
Má krátkou srst, která je vždy bílá. Mohou se vyskytnout pigmentové skvrny na kůži. Malá černá skvrna mezi okem a uchem je povolena. Srst této dogy se udržuje snadno. V období línání odstraňujeme uvolněné chlupy gumovým kartáčem. Mějte na paměti, že její srst jí nedovoluje delší pobyt venku ve větších mrazech.

## Zdraví
U těchto psů může být dědičná (vrozená) hluchota, a proto je vhodné kupovat pouze štěňata s průkazem původu.

## Možná záměna
Nepravděpodobná s americkým buldokem v bílé barvě. Argentinská doga je atletičtější a má delší mozkovnu. V Česku vzácný americký buldok scottova typu (Chance z Neuvěřitelné cesty) bývá menší a nezřídka vícebarevný.